# РАП (Амстердам)
«РУН, Амстел і Прогрес» (нід. RUN, Amstels and Progress) — колишній нідерландський футбольний клуб з Амстердама, що існував у 1887—1914 роках. Домашні матчі приймав на стадіоні «Спортпарк Круйслаані», місткістю 1 500 глядачів.

## Досягнення
- Вища ліга Нідерландів
  - Чемпіон: 1891–92, 1893–94, 1896–97, 1897–98, 1898–99
- Кубок Нідерландів
  - Володар: 1898-99.